# Дитрих II фон Изенбург-Кемпених
Дитрих II фон Изенбург-Кемпених (на немски: Dietrich II von Isenburg im Kempenich; † 1251) е господар на Изенбург-Кемпених.

## Произход
Той е син на Ремболд фон Изенбург-Кемпених († ок. 1220) и съпругата му Хедвиг фон Кемпених, дъщеря на Дитрих фон Кемпених и Юта фон Мюленарк. Брат е на Салентин I († ок. 1219, кръстоносец), Роземан (fl 1217/1264) и на Кристина († 9 май 1283), омъжена за граф Марквард I фон Золмс († 1255).

## Фамилия
Първи брак: с Юта фон Бланкенхайм († 1252), дъщеря на Герхард IV фон Бланкенхайм († 1248) и Юта фон Хаймбах-Хенгебах († 1252). Те имат един син:
- Дитрих († сл. 30 юни 1276)

Втори брак: пр. 1251 г. с Адела († 1258). Те имат две деца:
- Герхард I фон Изенбург-Кемпених († сл. 1287), женен за Беатрикс († сл. 1277)
- Юта († сл. 1278), омъжена за Йохан I фон Райфершайд-Бедбург (* ок. 1250; † 1253/1254)